# Kevinia Francis
Kevinia Francis (sinh 12 tháng 4, 1978) là một tay đua xe đạp nữ đến từ Antigua và Barbuda. Bà trở thành nhà vô địch tính thời gian quốc gia Antigua và Barbuda năm 2013.